# Steropleurus tunisiense
Steropleurus tunisiense är en insektsart som först beskrevs av Otte, D. 1996.  Steropleurus tunisiense ingår i släktet Steropleurus och familjen vårtbitare. Inga underarter finns listade i Catalogue of Life.